# Peter Stockinger (Journalist)
Hans Peter Stockinger (* 1938 in Stuttgart) ist ein deutscher Journalist.

## Leben und Werk
Stockinger arbeitete zunächst als Buchhändler und Hafenarbeiter sowie als Redakteur bei verschiedenen Tageszeitungen.
1970 begann er seine Karriere im Hörfunkbereich des Südwestfunks in Baden-Baden.
Nachdem er 1974 Mitglied in der Planungskommission des damaligen Intendanten Helmut Hammerschmidt war, übernahm er selbst die Leitung der 1975 gestarteten Popwelle SWF3 und war vom ersten bis zum letzten Sendetag 1998 faktisch der einzige Programmchef des Programms. Nach eigener Aussage war er jedoch formal lange Jahre Redaktionsleiter der SWF3 Schlussredaktion und wurde am 1. Februar 1989 formal zum Programmchef ernannt.
Sein Vorgänger und Wegbereiter für Musik der jungen Generation im SWF war Walther Krause mit dem Jugendmagazin Pop Shop.
Nach Beendigung seiner Tätigkeit für SWF3 hat er keine adäquate Position im Medienbereich mehr eingenommen. Er ist als Juror für den Deutschen Radiopreis tätig und arbeitet gelegentlich als Kritiker und Coach für Radio- und TV-Programme.
Zahlreiche Prominente, wie Frank Plasberg, Claus Kleber, Christine Westermann und Elke Heidenreich, die zeitweise bei SWF3 gearbeitet hatten, bezeichnen Peter Stockinger immer wieder öffentlich als eine Art „Ziehvater“ oder „journalistischen Lehrer“. Bekannt wurden auch zahlreiche Legenden um seinen Führungsstil, bei dem er hohe Ansprüche an die Mitarbeiter stellte.
Am 5. September 2013 wurde ihm der Deutsche Radiopreis für sein Lebenswerk verliehen.

## Anekdoten
- Bekannt wurden auch seine senderinternen Spitznamen „König Rotbart“ und „Stock“.
- Der ehemalige SWF3-Moderator Elmar Hörig sprach davon, dass er seine Toilette angeblich stets mit den zahlreichen sogenannten „Blauen Briefen“ Stockingers tapezierte.[4]
- Peter Stockinger selbst bezeichnete Elmar Hörig in einem Video-Interview im Jahr 2018 als „Genie“. Zum Rauswurf Elmar Hörigs beim Sender SWR 3 am 22. März 1999 meinte Stockinger: „Da war ich nicht mehr zuständig“. Bezüglich der „Blauen Briefe“ an Hörig sagte Stockinger, es wären „Eisenbahnbriefe“ gewesen wegen der sprachlichen Entgleisungen Hörigs.[5] 2016 hat Stockinger sich von Hörig mit einem offenen Brief losgesagt, unterschrieben mit: »Ihr ehemaliger Peter Stockinger«.[6]